# Canon EOS 300D
La Canon EOS-300D, conocida en Estados Unidos de América como EOS Digital Rebel y en Japón como EOS Kiss Digital, es una cámara digital réflex anunciada inicialmente el 20 de agosto del año 2003. 
La Canon 300D se considera como la pionera en cámaras DSLR de consumo masivo pues a la fecha de su lanzamiento la mayoría de cámaras DSLR "baratas" rondaban los 2000 dólares sin lente incluido, mientras la 300D costó en su lanzamiento 1000 dólares con lente 18-55mm incluido. La 300D fue un éxito sin precedentes en la historia de la fotografía digital SLR ya que no tenía competencia en ese segmento de consumo masivo de mercado. Está considerada como la cámara D-SLR más vendida de todos los tiempos. 
Podría denominarse a ésta máquina fotográfica como la hermana menor de la Canon EOS-10D, que usa virtualmente el mismo sensor CMOS de 6 megapixeles y chip de procesamiento pues daba imágenes de excelente calidad tanto como su hermana mayor y más cara 10D. Existen incluso modificaciones no oficiales al firmware de la cámara que habilitan funciones sólo disponibles para la EOS-10D.
La 300D fue la primera cámara en usar la montura EF-S de Canon. 
El 17 de febrero de 2005 fue anunciada la Canon EOS-350D como sucesora a la 300D.